# Lepidosira arborea
Lepidosira arborea är en urinsektsart. Lepidosira arborea ingår i släktet Lepidosira och familjen brokhoppstjärtar.

## Underarter
Arten delas in i följande underarter:
- L. a. arborea
- L. a. pigmenta